# 世界少年
世界少年（せかいしょうねん）は漫才協会、松竹芸能に所属していた日本のお笑いコンビ。
旧コンビ名は「よしだくじらい」。

## メンバー
- 吉田 悟（よしだ さとる、1980年10月5日（44歳）- ） 
ボケ担当。
身長170cm　血液型A型[2]。
神奈川県出身[2]
2007年4月、漫才協会入会[3]。ビートたけしの曲『浅草キッド』がきっかけで、漫才協会入りを決めたとのこと[1]。
現コンビ結成前はコンビ「よしだかわい」で活動。この当時から漫才協会に所属していた[1]。
趣味・特技は世界遺産観賞、ヴィジュアル系ミュージシャンのライブ観賞、絵画鑑賞、ベース演奏、変顔[2]
英語検定3級の資格有り[2]。

- 鯨井 春樹（くじらい はるき、1984年4月25日（40歳）- ）
ツッコミ担当。
身長161.2cm　血液型O型[2]。
埼玉県出身[2]
趣味・特技は、1950年代～1960年代の音楽鑑賞、映画鑑賞、漫才協会の師匠の物真似、呼び込み、より安い物を見つけること[2]。
教員免許（高等学校教諭1種免許・公民）、ビジネス検定3級、販売士検定3級のそれぞれの資格を持つ[2]。実演販売士「たいこばん鯨井」としても活動する[4]。
好物は日本酒、しょっぱい物、スナック菓子[5]。

## 来歴
- 2009年9月 - コンビ結成。当時のコンビ名は「よしだくじらい」[3]。初舞台は浅草東洋館。
  - 吉田が新しい相方を芸人応援サイトのような掲示板で捜して鯨井をスカウトした[1]。
  - 同じ漫才協会所属の芸人、チャンス青木を師匠として修業を積む[1]。
- 2009年11月 - 第40回漫才大会若手コンペ優勝[3]。
- 2010年1月 - 自主企画ライブ｢漫才太郎｣を開始。
- 2010年3月 - コンビ名を「よしだくじらい」から「世界少年」に改名」[3]。
  - ある師匠から「コンビ名が覚え辛いから文字数を少なくしろ」と言われ、舞台上でのめくりのサイズも考えた上で、5文字以内のコンビ名にすることに。最初考えたものは「全力少年」だったが、スキマスイッチの曲に同名の曲があるということでこれはあきらめ、ある日道を歩いていて「世界」と書かれていた看板を見たのがきっかけで「世界少年」とすることを決める[1]。
- 2010年11月 - 第41回漫才大会内での若手コンテストで優勝（NHKで放送）[3]。
- 2011年7月 - 平成23年度漫才新人大賞　敢闘賞受賞[3]。
- 2011年11月 - 第42回漫才大会　若手コンペ優勝[3]。
- 2012年6月 - 平成24年度漫才新人大賞決勝進出[3]。
- 2014年4月1日 - 松竹芸能にも所属。
- 2017年7月29日 - この日の新宿角座でのライブ「松竹NEXTライブ」出演を以って解散。解散時は二人とも芸人引退と報じられたことがあった[6][7]が、その後鯨井のみ漫才協会に残留している。
- 2018年1月1日 - 鯨井は、元グレープフルーツムーン・からっぽハイツの須田啓祐とコンビ「すだとくじらい」を結成[8]。同時にSMA NEET Projectに移籍。

## 芸風
- 漫才協会内では若手のリーダー役も務める。

## 出演

### テレビ
- オンバト+（NHK総合） 戦績0勝2敗 最高177KB
- 年忘れ漫才競演（NHK総合、2009年12月23日）
- 水曜日のダウンタウン（TBS）- 2014年10月22日
- PON!（日本テレビ）2015年9月23日・9月25日・10月2日「お笑い数うちゃPON!」

### Web
- 小川美那子の「ROOM375」
- Radio365

### ライブ
- 漫才大行進
- 漫才太郎
- 江戸前寄席、横浜にぎわい座爆笑演芸会、THE 笑LIVE、他
- エムソンズ
- 大江戸トライブ

## 受賞歴
- 平成23年度漫才新人大賞敢闘賞受賞（2011年）